# Bonatea speciosa
Bonatea speciosa es una especie de orquídea de hábito terrestre, de la subfamilia Orchidoideae. Se encuentra en África.

## Descripción
Es una orquídea de tamaño medio a grande que prefiere el clima fresco al frío. Tiene hábitos terrestres,  con tubérculos peludos y cilíndricos de los que surgen los tallos con hojas lanceoladas u ovadas, con una inflorescencia racemosa terminal, de 40 a 100 cm de largo, con hasta 15 flores perfumadas. La floración se produce en la primavera y el verano.

## Distribución
Se encuentra en África en el monte ribereño, en los bosques caducifolios y bordes de los  bosques hasta los 1200 metros de altura.   A menudo se encuentran en o cerca de la costa y se están siempre en el suelo arenoso.

## Taxonomía
Fue descrita por el botánico y taxónomo alemán Carl Ludwig Willdenow y publicado en Supplementum Plantarum 4: 43 en el año 1805. Es la especie tipo del género.

## Sinonimia
- Orchis speciosa L.f., Suppl. Pl.: 401 (1782).
- Habenaria bonatea Rchb.f., Otia Bot. Hamburg.: 101 (1881).
- Bonatea densiflora Sond., Linnaea 19: 80 (1846).
- Habenaria densiflora (Sond.) Rchb.f. in W.G.Walpers, Ann. Bot. Syst. 1: 797 (1849).
- Habenaria robusta N.E.Br., Gard. Chron., n.s., 24: 307 (1885), nom. illeg.[1][2]